# 姚观
姚观（？—？），号盥斋，江西建昌府南城县人，清朝政治人物、進士出身。
嘉慶六年，登進士，授福建宁德县知县。署惠安，复回宁德縣知縣。因政績升任永春直隶州知州，署兴化府知府。道光七年，署泉州府知府，十一月卸事。